# Lau New Joe
Pour les articles homonymes, voir Lau.
Lau New Joe, né le 27 avril 2005, est un coureur cycliste malaisien.

## Biographie
Lau New Joe commence à se consacrer au cyclisme sur le tard, après avoir pratiqué le patinage de vitesse. Lors de la saison 2023, il est sacré double champion de Malaisie chez les juniors, dans la course sur route et le contre-la-montre. Il finit également troisième de l'épreuve en ligne des Jeux du Commonwealth de la jeunesse,. 
En 2024, il devient champion national de poursuite individuelle chez les élites. L'année suivante, il se classe notamment quatrième de l'omnium aux championnats d'Asie sur piste. Il remporte par ailleurs trois nouveaux titres de champion de Malaisie, dans la poursuite mais aussi le scratch et l'élimination. 

## Palmarès sur route
- 2023
  -  Champion de Malaisie sur route juniors[3]
  -  Champion de Malaisie du contre-la-montre juniors[3]
  -  Médaillé de bronze de la course en ligne des Jeux du Commonwealth de la jeunesse

## Palmarès sur piste

### Championnats nationaux
- Nilai 2024[4]
  -  Champion de Malaisie de poursuite
  - 2e du championnat de Malaisie de l'élimination
- Iskandar Puteri 2025[5]
  -  Champion de Malaisie de poursuite
  -  Champion de Malaisie du scratch
  -  Champion de Malaisie de l'élimination
  - 3e du championnat de Malaisie de l'omnium